# Kazimierz Kontrym
Kazimierz Kontrym pseud.: Ojciec; P. Piotr spod Krewy; Poklus, (ur. w 1772 w Bohdanowie (powiat wilejski), zm. w 1836 w Szydłowie) – polski pisarz, publicysta i działacz polityczny, współzałożyciel Towarzystwa Szubrawców.

## Życiorys
Urodził się prawdopodobnie w roku 1772 (według niektórych źródeł mógł być to także rok 1776), jako syn (pogrobowiec) Józefa, właściciela niewielkiego folwarku. Pierwsze nauki pobierał w Szkole Podwydziałowej w Wilnie – w roku 1791 uczęszczał do klasy V.
Podczas insurekcji kościuszkowskiej (1794) walczył jako szeregowiec artylerii w Krakowskiem. Latem roku 1795 (28 lipca) rozpoczął karierę urzędnika obejmując posadę regenta Departamentu Kryminalnego Litewskiego Zarządu Najwyższego. Kilka miesięcy później (1796) został mianowany sekretarzem wileńskiego zarządu gubernialnego. W następnym roku (4 maja 1797) przeszedł na stanowisko archiwisty Sądu Nadwornego guberni litewskiej, a 2 lata później (20 marca 1799) zaczął kierować sekretariatem cenzury wileńskiej, awansując jednocześnie na sekretarza kolegialnego. Po reformie Uniwersytetu Wileńskiego, cenzurę włączono w strukturę uczelni. Wkrótce potem (27 czerwca 1803) został wybrany na buchaltera uczelni. Kilka dni później zyskał stanowisko pomocnika bibliotekarza (z tytułem adiunkta) na Uniwersytecie Wileńskim.
Redaktor i wskrzesiciel Dziennika Wileńskiego. Współpracownik Powszechnej Gazety literackiej (1806) - drukowanej u Zawadzkiego. Animator prasy wileńskiej.
W 1816 roku był współzałożycielem Wiadomości Brukowych, wileńskiego tygodnika satyrycznego, który ukazywał się w latach 1816-1822. W 1817 roku był współzałożycielem Towarzystwa Szubrawców. W 1824 roku stracił posadę na Uniwersytecie Wileńskim. Krótko redagował w Warszawie Bibliotekę handlową i Wiadomości handlowe - jako urzędnik Banku Polskiego odbył w 1829 roku podróż po Polesiu (celem było zbadanie sytuacji ekonomicznej na Polesiu) - wydał w tymże 1829 roku Opis podróży po Polesiu w kilkudziesięciu egzemplarzach. Powtórnie została wydana w 1839 roku przez E. Raczyńskiego w Poznaniu.
W czasie powstania listopadowego, w latach 1830-1831, był członkiem władz powstańczych na Litwie.

## Twórczość

### Ważniejsze utwory
1. Kodeks szubrawski. Przyjęty przez Towarzystwo 18 czerwca 1817, Rozmaitości (dodatek do Gazety Korespondenta Warszawskiego) 1818/1819, nr 37, 39, 41, 43-44, 47; Pamiętnik Lwowski 1818 wrzesień; Tygodnik Wileński 1819 i odb. Wilno 1819, (współautorzy: M. Baliński, K. Strawiński); przekł. rosyjski (1818)
2. Prawidła ogólne dla powszechności księgarskiej w Królestwie Polskim (projekt), powst. 1818, rękopis: Biblioteka im. Zielińskich w Płocku; autorstwo ustalił Z. Skwarczyński (K. Kontrym. Towarzystwo Szubrawców. Dwa studia, Łódź 1961, Łódzkie Towarzystwo Naukowe, Wydział I nr 48)
3. Powody zaprowadzenia nauki języków orientalnych w Uniwersytecie Wileńskim, powst. około roku 1820; rękopis: Biblioteka Czartoryskich, sygn. 5458
4. Dykcjonarz, rękopis fragm. Biblioteka im. Zielińskich w Płocku, częściowo ogłoszony pt. Uwagi pana Piotra, Wiadomości Brukowe 1821-1822; fragm. z rękopisu ogł. Z. Skwarczyński, jak wyżej poz. 2, s. 72
5. Uwagi na temat przekładu kodeksu Napoleona, rękopis i autorstwo jak wyżej poz. 2
6. Jak wiele przyłożyli się monarchowie rosyjscy do rozszerzenia nauk w kraju swoim, rękopis i autorstwo jak wyżej poz. 2
7. Podróż... urzędnika Banku Polskiego, odbyta w r. 1829 po Polesiu, (Warszawa) 1829, (wyd. litograficzne; w kilkudziesięciu egz.); wyd. następne Poznań 1839[1].

Utwory swe zamieszczał ponadto w czasopismach: Biblioteka Handlowa (red. 1830), Dziennik Wileński (1815-1818; tu m.in.: Pociecha w nieszczęściu, fragmenty przekł. dzieła F. R. Weiss: Principes philosophiques, politiques et moraux, 1815, nr 1, Dzieje Dobroczynności Krajowej i Zagranicznej (1820-1822; tu m.in.: Historia zakonu braci miłosierdzia, czyli bonifratrów, z dodatkiem wiadomości o szczególnych fundacjach tego zakonu w Polszcze i Litwie, 1820, s. 565-572), Gazeta Literacka Wileńska (1806), Wiadomości Brukowe (współred. 1816-1822; tu m.in. w 1817 nr 5: Pochlebstwo i prawdomówność), Wiadomości Handlowe (red. 1830).

### Listy i materiały
1. Do Rządu Imperatorskiego Wileńskiego Uniwersytetu z 19 sierpnia 1805, wyd. T. Turkowski: Materiały do dziejów literatury i oświaty na Litwie i Rusi t. 1, Wilno 1935, s. 370-371, (współautor listu: T. Życki)
2. Do J. Lelewela z lat 1809-1830, rękopisy: Biblioteka Jagiellońska, sygn. 4435
3. Do K. Chromińskiego z roku 1810, rękopis: Biblioteka Narodowa, sygn. 2675/1
4. Do A. Dobrowolskiego z 24 stycznia 1822, rękopis: Biblioteka Czartoryskich, sygn. 5458
5. Bruliony listów i pism urzędowych J. Zawadzkiego z lat 1805-1823, pisanych ręką Kontryma; z rękopisów byłej Biblioteki Wróblewskich w Wilnie, sygn. 1403-1404 (Archiwum Zawadzkich) i Archiwum Głównego Akt Dawnych, wyd. T. Turkowski, jak wyżej poz. 1, t. 1-2, Wilno 1935-1937
6. Memoriał z roku 1809 w imieniu J. Węckiego i J. Zawadzkiego do Dyrekcji Edukacji Księstwa Warszawskiego w sprawie wydawania pięknych podręczników elementarnych, rękopis: Biblioteka im. Zielińskich w Płocku
7. Projekt Pamiętnika Warszawskiego, memoriał dla A. Chodkiewicza, rękopis: Biblioteka im. Zielińskich w Płocku
8. Pojaśnienie do Komisji Śledztwiennej z roku około 1824, fragmenty ogł. A. Wrzosek: Jędrzej Śniadecki t. 1, Kraków 1910.